# José María Luzón Nogué
José María Luzón Nogué (Jaén, 1941) es un profesor universitario, arqueólogo y epigrafista español. Fue director del Museo Arqueológico Nacional y del Museo del Prado.

## Formación universitaria
Luzón estudió en el Colegio de San Francisco de Paula y posteriormente se licenció en Filosofía y Letras (sección de Historia) en 1965 y se doctoró en Arqueología con la tesis "Estudios arqueológicos de la provincia de Huelva" dirigida por el Catedrático Antonio Blanco Freijeiro en 1968, ambas por la Universidad de Sevilla. Luzón fue becado por la Comisión Fulbright en la Universidad de Duke (Estados Unidos) entre 1965 y 1966. Posteriormente contratado por la Fundación Alexander von Humboldt en la Philipps-Universität Marburg (Alemania).

## Trayectoria profesional
Su amplia carrera le llevó a ser profesor encargado de cátedra de Arqueología, Epigrafía y Numismática en la Universidad de Sevilla (1973) y profesor agregado de Arqueología en la Universidad de Santiago de Compostela (1975) hasta que obtuvo la cátedra Arqueología Epigrafía y Numismática en la Universidad de la Laguna (1979), posteriormente la cátedra de Arqueología, Epigrafía y Numismática en la Universidad de Santiago de Compostela (1980), después la cátedra de Arqueología Clásica en la Universidad de Cádiz (1983) y finalmente la cátedra de Arqueología en la Universidad Complutense de Madrid (1990) que conservó hasta su jubilación en 2012.
Fue fundador y director de la revista Habis de la Universidad de Sevilla.
Además de su línea como investigador y docente, destaca su labor de campo como director de las excavaciones de Itálica excavando el teatro, creando un sistema hitdráulico para evitar las inundaciones en el anfiteatro y poniendo en valor el yacimiento. También fue Consejero Provincial de Bellas Artes en Huelva entre 1971 y 1974.

## Cargos y reconocimientos
Entre sus mayores logros destacan la dirección del Museo Arqueológico Nacional de Madrid entre 1988 y 1991, director general de Bellas Artes entre 1991 y 1994, y posteriormente director del Museo del Prado entre 1994 y 1996. Puso en marcha la Escuela Española de Historia y Arqueología en Atenas, aunque dicha institución nunca llegó a abrirse.
Entre sus reconocimientos están su pertenencia como Miembro correspondiente de la Real Academia de Bellas Artes de Santa Isabel de Hungría de Sevilla desde 1971, Miembro correspondiente de la Academia de Bellas Letras y Nobles Artes de Córdoba desde 1972, Miembro correspondiente del Deutsches Archäologisches Institut desde 1975, Miembro de Número de la Sección de Arqueología del Instituto Padre Sarmiento-CSIC desde 1977, y finalmente Académico Numerario de la Real Academia de Bellas Artes de San Fernando (RABASF) desde el año 2000 ingresando con el discurso "El Westmorland: obras de arte de una presa inglesa". En la RABASF fue Delegado de Vaciados entre 2003 y 2009 y actualmente es el Delegado del Museo desde 2010.
Experto en navegación en el Egeo y Mediterráneo, ciudades hispanorromanas, coleccionismo y anticuarismo, escultura clásica, vaciados en yeso y en la arqueología española en general. Es nieto de José Nogué Massó, pintor de renombre a principios del siglo XX.
Es miembro del Consiglio Scientifico del CNRS Italiano por el Área de Humanidades (2016-2019)

## Líneas de Investigación
Ha participado en decenas de proyectos de investigación además de dirigir varios proyectos de investigación como La sociedad de Lonjistas de Madrid y el comercio de antigüedades en el siglo XVIII, Recopilación sistemática de fondos documentales de Museos, Proyecto Pompeya. Insula VII-6. La casa de la Diana Arcaizante.
Desde 2007 trabaja en el proyecto de excavación y recuperación en la Casa de la Diana Arcaizante en Pompeya Insula VII, 6, 3. 
Actualmente lleva a cabo un proyecto pionero de aplicación de nuevas tecnologías aplicadas al Patrimonio Histórico.
El legado bibliográfico personal y de María del Carmen Alonso Rodríguez cedido al Museo del Teatro Romano de Cartagena hizo aumentar considerablemente los fondos de humanidades de la biblioteca de dicho museo.

## Obra

### Libros y monografías
- Sevilla la Vieja: un paseo histórico por las ruinas de Itálica
- Sobre el origen oriental de las llamadas cajitas celtibéricas
- El Patrimonio Cultural Europeo
- El Museo Nacional del Prado: Un proyecto en continua evolución
- Espectáculos públicos en las ciudades hispanorromanas
- Las ruinas de Itálica y el convento de San Isidoro del Campo
- Sobre la copia de antigüedades romanas y el caso del Westmorland
- Recuerdos de la antigüedad en el Westmorland

### Artículos
- Esculturas romanas de Andalucía I-IV (cuatro artículos diferentes)
- Mosaico de Tellus en Itálica
- Un retrato de Balbino en Itálica
- La navegación pre-astronómica en la antigüedad: Utilización de pájaros en la orientación náutica
- La roseta de triángulos curvilíneos en el mosaico romano
- La documentación en los museos
- El Westmorland y la Sociedad de Lonjistas de Madrid
- Cristina de Suecia, reina y rebelde
- El nacimiento de la Arqueología
- Las Siete Maravillas de la Antigüedad
- Trajano en la Academia de San Fernando

### Tesis dirigidas[6]
- Los Santuarios de la Bética en la Antigüedad: Los Santuarios de la Costa - Inmaculada Pérez (1989)
- La exposición, un medio de comunicación - Ángela García Blanco (1999)

- El valor de la Antigüedad en la formación de los arquitectos españoles pensionados en Roma, (siglos XVIII y XIX) - Jorge García Sánchez (2005)
- Propaganda política y culto imperial en Hispania (de Augusto a Antonino Pío) - Elena Castillo Ramírez (2008) Resumen Archivado el 22 de diciembre de 2015 en Wayback Machine.
- Pavimentos Decorativos de Itálica (Santiponce, Sevilla) - Irene Mañas Romero (2008)
- La colección de vaciados de escultura que Antonio Rafael Mengs donó a Carlos III para la Real Academia de Bellas Artes de San Fernando - Almudena Negrete Plano (2009)
- Arqueología de los espacios domésticos: la Meseta nordeste entre el final de la Edad del Hierro y el Bajo Imperio - Jesús Bermejo Tirado (2010)
- Viajeros, tutores y recuerdos del Grand Tour, 1775-1789 - María Dolores Sánchez-Jáuregui (2013)
- Conservación y restauración de esculturas en yeso en la Real Academia de Bellas Artes de San Fernando - Judit Gasca Miramón (2019)
- Limites y territorios de la Bética romana - Sergio España-Chamorro (2017)
- Delimitación de los espacios públicos en Pompeya - Noemí Raposo Gutiérrez (2017)
- Locus Iacobi: orígenes de un santuario de peregrinación - José Suárez Otero (2015)